# Oxibutinin
Az oxibutinin egy tercier amin, antikolinerg aktivitással (a detrusor izomzat M2 ill. M3 muszkarin típusú receptorain), valamint papaverinszerű, a detrusor izomzatra kifejtett direkt spazmolitikus hatással rendelkezik, így a hólyagizomzattal összefüggő fokozott vizelési panaszokat kedvezően befolyásolja.

## Hatása
Blokkolja az acetil-kolin muscarin-szerű hatását a simaizom sejteken. Ezeknek a tulajdonságoknak köszönhetően ellazítja a hólyag detrusort és az instabil hólyaggal rendelkező betegben növeli a hólyagkapacitást, valamint csökkenti a detrusor izomzat spontán kontrakcióinak számát.
Az Oxibutinin csökkenti a detrusor kontrakciók amplitudóját és frekvenciáját, csökkenti a húgyhólyagon belüli nyomást, növeli a húgyhólyag kapacitását.
Állatkísérletekben 4-10-szer nagyobb görcsoldó hatással rendelkezett, mint az atropin, de anticholinergiás hatása annak csak 1/5-e. Fájdalomcsillapító és helyi érzéstelenítő hatást fejt ki. Központi idegrendszeri és cardiovascularis hatásai az atropinnál gyengébbek. Nincs blokkoló hatása sem a vázizom neuromuscularis junctióira, sem a vegetativ ganglionokra (nincs antinikotin hatása). 

## Mellékhatások
A leggyakrabban előforduló mellékhatások a következők: szájszárazság, obstipatio, látászavar, hányinger, hasi diszkomfort érzés, arcpirulás, vizelési nehézség. Az arcpirulás gyermekek esetében gyakrabban fordul elő. Ezek a tünetek az adag csökkentésével többnyire enyhülnek.
Ritkábban előforduló mellékhatások: fejfájás, vizeletvisszatartás, szédülés, álmosság, bőrszárazság, hasmenés, szívritmuszavar.

## Ellenjavallatok
Bélelzáródás, vizeletretencióval vagy annak veszélyével járó vizeletelfolyási akadály, bélatonia, súlyos krónikus fekélyes vastag- és végbélgyulladás (colitis ulcerosa), toxikus megacolon, myasthenia gravis, glaucoma. Prostata hypertrophia oedema esetén.
Zárt- és szűkzugú glaucoma, részletes vagy teljes gastrointestinalis traktus elzáródás, paralytikus ileus, idős vagy legyengült beteg intestinalis atoniája, obstruktiv uropathia, akut vérzés, ha a betegnek instabil a kardiologiai statusa. Terhesség, szoptatás (ld. Figyelmeztetés). A készítmény összetevőivel szembeni túlérzékenység.

## Túladagolás
Túladagolás esetén a várt központi idegrendszeri mellékhatások felerősödése (nyugtalanság, izgatottság) keresztül keringési (kipirulás, vérnyomásesés, keringési elégtelenség) és légzési zavarok (légzési elégtelenség, paralysis, kóma) várhatóak.

## Készítmények
- DITROPAN TABLETTA
- HUMA-OXYBUTYNIN
- UROXAL TABLETTA

## Sztereokémia
Az oxibutinin egy sztereoközpontot tartalmaz, és két enantiomerből áll. Ez egy racemát, azaz az (R) és az (S) -forma 1:1 arányú keveréke:
| Az oxibutinin enantiomerjei | Az oxibutinin enantiomerjei |
| --------------------------- | --------------------------- |
| CAS-szám: 119618-21-2       | CAS-szám: 119618-22-3       |

## Fordítás
- Ez a szócikk részben vagy egészben  az   Oxybutynin című angol Wikipédia-szócikk fordításán alapul.  Az eredeti cikk szerkesztőit annak laptörténete sorolja fel. Ez a jelzés csupán a megfogalmazás eredetét és a szerzői jogokat jelzi, nem szolgál a cikkben szereplő információk forrásmegjelöléseként.